# Saison 2024-2025 des Timberwolves du Minnesota
La saison 2024-2025 des Timberwolves du Minnesota est la 36e saison de la franchise en National Basketball Association (NBA).
Le 28 mai, ils sont éliminés par le Thunder d'Oklahoma City en finales de conférence (1-4) après avoir battu les Lakers de Los Angeles au premier tour (4-1) et les Warriors de Golden State en demi-finales de conférence (4-1). 

## Draft
| Tour | Choix | Joueur               | Poste | Nationalité | Provenance                    |
| ---- | ----- | -------------------- | ----- | ----------- | ----------------------------- |
| 1    | 27    | Terrence Shannon Jr. | SG    | États-Unis  | Fighting Illini de l'Illinois |
| 2    | 37    | Bobi Klintman        | SF/PF | Suède       | Cairns Taipans (Australie)    |

## Matchs

### Summer League
| Summer League Total: 4-1 |

| Match | Date match | Équipe       | Score     | Meilleur marqueur         | Meilleur rebondeur  | Meilleur passeur    | Lieux Spectateurs      | Série |
| ----- | ---------- | ------------ | --------- | ------------------------- | ------------------- | ------------------- | ---------------------- | ----- |
| 1     | 12 juillet | Minnesota    | V 81-74   | Terrence Shannon Jr. (25) | Josh Minott (8)     | Trois joueurs (5)   | Thomas & Mack Center 0 | 1 - 0 |
| 2     | 14 juillet | Indiana      | V 105-94  | Terrence Shannon Jr. (19) | Josh Minott (12)    | Rob Dillingham (8)  | Cox Pavilion 0         | 2 - 0 |
| 3     | 16 juillet | Philadelphie | D 90-92   | Miller, Nix (22)          | Leonard Miller (13) | Rob Dillingham (7)  | Cox Pavilion 0         | 2 - 1 |
| 4     | 18 juillet | Houston      | V 93-83   | Leonard Miller (21)       | Leonard Miller (11) | Daishen Nix (7)     | Thomas & Mack Center 0 | 3 - 1 |
| 5     | 21 juillet | Orlando      | V 115-100 | Rob Dillingham (25)       | Leonard Miller (8)  | Rob Dillingham (12) | Cox Pavilion 0         | 4 - 1 |

### Pré-saison
| Pré-saison Total: 2-3 (Domicile : 1-1; Extérieur : 1-2) |

| Match | Date match | Équipe        | Score     | Meilleur marqueur    | Meilleur rebondeur   | Meilleur passeur         | Lieux Spectateurs            | Série |
| ----- | ---------- | ------------- | --------- | -------------------- | -------------------- | ------------------------ | ---------------------------- | ----- |
| 1     | 4 octobre  | @ L.A. Lakers | V 124-107 | Josh Minott (22)     | Luka Garza (9)       | Terrence Shannon Jr. (5) | Acrisure Arena 9 235         | 1 - 0 |
| 2     | 11 octobre | Philadelphie  | V 121-111 | Naz Reid (19)        | Donte DiVincenzo (7) | Rob Dillingham (9)       | Wells Fargo Arena 14 981     | 2 - 0 |
| 3     | 13 octobre | @ New York    | D 110-115 | Anthony Edwards (31) | Rudy Gobert (10)     | Donte DiVincenzo (7)     | Madison Square Garden 19 812 | 2 - 1 |
| 4     | 16 octobre | @ Chicago     | D 123-125 | Josh Minott (18)     | Rudy Gobert (17)     | Trois joueurs (5)        | United Center 17 218         | 2 - 2 |
| 5     | 17 octobre | Denver        | D 126-132 | Luka Garza (29)      | Luka Garza (9)       | Rob Dillingham (7)       | Target Center 13 166         | 2 - 3 |

### Saison régulière
| Saison régulière Total: 49-33 (Domicile : 25-16; Extérieur : 24-17) |

| Match | Date match | Équipe        | Score     | Meilleur marqueur    | Meilleur rebondeur | Meilleur passeur     | Lieux Spectateurs       | Série |
| ----- | ---------- | ------------- | --------- | -------------------- | ------------------ | -------------------- | ----------------------- | ----- |
| 1     | 22 octobre | @ L.A. Lakers | D 103-110 | Anthony Edwards (27) | Rudy Gobert (14)   | Julius Randle (4)    | Crypto.com Arena 18 997 | 0 - 1 |
| 2     | 25 octobre | @ Sacramento  | V 117-115 | Julius Randle (33)   | Naz Reid (13)      | Trois joueurs (4)    | Golden 1 Center 18 049  | 1 - 1 |
| 3     | 26 octobre | Toronto       | V 112-101 | Edwards, Randle (24) | Rudy Gobert (12)   | Mike Conley, Jr. (6) | Target Center 18 978    | 2 - 1 |
| 4     | 29 octobre | Dallas        | D 114-120 | Anthony Edwards (37) | Naz Reid (9)       | Julius Randle (7)    | Target Center 18 978    | 2 - 2 |

| Match                                  | Date match   | Équipe         | Score          | Meilleur marqueur    | Meilleur rebondeur  | Meilleur passeur             | Lieux Spectateurs        | Série  |
| -------------------------------------- | ------------ | -------------- | -------------- | -------------------- | ------------------- | ---------------------------- | ------------------------ | ------ |
| 5                                      | 1er novembre | Denver         | V 119-116      | Anthony Edwards (29) | Rudy Gobert (14)    | Julius Randle (7)            | Target Center 18 978     | 3 - 2  |
| 6                                      | 2 novembre   | @ San Antonio  | D 103-113      | Edwards, Randle (21) | Edwards, Randle (5) | Nickeil Alexander-Walker (6) | Frost Bank Center 18 257 | 3 - 3  |
| 7                                      | 4 novembre   | Charlotte      | V 114-93       | Naz Reid (25)        | Naz Reid (9)        | Trois joueurs (4)            | Target Center 18 978     | 4 - 3  |
| 8                                      | 7 novembre   | @ Chicago      | V 135-119      | Anthony Edwards (33) | Julius Randle (10)  | Mike Conley, Jr. (11)        | United Center 19 621     | 5 - 3  |
| 9                                      | 8 novembre   | Portland       | V 127-102      | Anthony Edwards (37) | Rudy Gobert (15)    | Donte DiVincenzo (7)         | Target Center 18 978     | 6 - 3  |
| 10                                     | 10 novembre  | Miami          | D 94-95        | Anthony Edwards (22) | Rudy Gobert (13)    | Edwards, Randle (6)          | Target Center 18 978     | 6 - 4  |
| 11                                     | 12 novembre  | @ Portland*    | D 108-122      | Naz Reid (28)        | Rudy Gobert (8)     | Mike Conley, Jr. (6)         | Moda Center 16 880       | 6 - 5  |
| 12                                     | 13 novembre  | @ Portland     | D 98-106       | Anthony Edwards (24) | Gobert, Randle (10) | Anthony Edwards (4)          | Moda Center 17 353       | 6 - 6  |
| 13                                     | 15 novembre  | @ Sacramento*  | V 130-126 (OT) | Anthony Edwards (36) | Rudy Gobert (11)    | Mike Conley, Jr. (7)         | Golden 1 Center 16 478   | 7 - 6  |
| 14                                     | 17 novembre  | Phoenix        | V 120-117      | Julius Randle (35)   | Rudy Gobert (10)    | Julius Randle (7)            | Target Center 18 978     | 8 - 6  |
| 15                                     | 21 novembre  | @ Toronto      | D 105-110      | Anthony Edwards (26) | Rudy Gobert (11)    | Donte DiVincenzo (4)         | Scotiabank Arena 19 296  | 8 - 7  |
| 16                                     | 24 novembre  | @ Boston       | D 105-107      | Anthony Edwards (28) | Rudy Gobert (20)    | Anthony Edwards (7)          | TD Garden 19 156         | 8 - 8  |
| 17                                     | 26 novembre  | Houston*       | D 111-117 (OT) | Anthony Edwards (29) | Rudy Gobert (16)    | Rob Dillingham (7)           | Target Center 18 978     | 8 - 9  |
| 18                                     | 27 novembre  | Sacramento     | D 104-115      | Anthony Edwards (29) | Julius Randle (9)   | Anthony Edwards (5)          | Target Center 18 978     | 8 - 10 |
| 19                                     | 29 novembre  | L.A. Clippers* | V 93-92        | Anthony Edwards (21) | Rudy Gobert (12)    | DiVincenzo, McDaniels (5)    | Target Center 18 978     | 9 - 10 |
| *Matchs comptant pour la NBA Cup 2024. |              |                |                |                      |                     |                              |                          |        |

| Match | Date match  | Équipe          | Score     | Meilleur marqueur        | Meilleur rebondeur        | Meilleur passeur     | Lieux Spectateurs               | Série   |
| ----- | ----------- | --------------- | --------- | ------------------------ | ------------------------- | -------------------- | ------------------------------- | ------- |
| 20    | 2 décembre  | L.A. Lakers     | V 109-80  | Julius Randle (18)       | Rudy Gobert (12)          | Donte DiVincenzo (9) | Target Center 18 978            | 10 - 10 |
| 21    | 4 décembre  | @ L.A. Clippers | V 108-80  | Julius Randle (20)       | Rudy Gobert (9)           | Rudy Gobert (7)      | Intuit Dome 15 111              | 11 - 10 |
| 22    | 6 décembre  | @ Golden State  | V 107-90  | Anthony Edwards (30)     | Rudy Gobert (11)          | Anthony Edwards (9)  | Chase Center 18 064             | 12 - 10 |
| 23    | 8 décembre  | @ Golden State  | D 106-114 | Anthony Edwards (27)     | Julius Randle (11)        | Anthony Edwards (6)  | Chase Center 18 064             | 12 - 11 |
| 24    | 13 décembre | L.A. Lakers     | V 97-87   | Anthony Edwards (23)     | Rudy Gobert (13)          | Mike Conley, Jr. (7) | Target Center 18 978            | 13 - 11 |
| 25    | 15 décembre | @ San Antonio   | V 106-92  | Anthony Edwards (26)     | Jaden McDaniels (11)      | Mike Conley, Jr. (8) | Frost Bank Center 16 816        | 14 - 11 |
| 26    | 19 décembre | New York        | D 107-133 | Julius Randle (24)       | DiVincenzo, McDaniels (6) | Anthony Edwards (7)  | Target Center 18 978            | 14 - 12 |
| 27    | 21 décembre | Golden State    | D 103-113 | DiVincenzo, Edwards (19) | Rudy Gobert (12)          | Julius Randle (6)    | Target Center 18 978            | 14 - 13 |
| 28    | 23 décembre | @ Atlanta       | D 104-117 | Naz Reid (23)            | Julius Randle (13)        | Julius Randle (7)    | State Farm Arena 17 051         | 14 - 14 |
| 29    | 25 décembre | @ Dallas        | V 105-99  | Anthony Edwards (26)     | Gobert, Randle (10)       | Julius Randle (8)    | American Airlines Center 20 341 | 15 - 14 |
| 30    | 27 décembre | @ Houston       | V 113-112 | Julius Randle (27)       | Rudy Gobert (9)           | Julius Randle (8)    | Toyota Center 18 055            | 16 - 14 |
| 31    | 29 décembre | San Antonio     | V 112-110 | Donte DiVincenzo (26)    | Rudy Gobert (15)          | Trois joueurs (4)    | Target Center 18 978            | 17 - 14 |
| 32    | 31 décembre | @ Oklahoma City | D 105-113 | Anthony Edwards (20)     | Naz Reid (8)              | Julius Randle (6)    | Paycom Center 18 203            | 17 - 15 |

| Match | Date match | Équipe                | Score     | Meilleur marqueur        | Meilleur rebondeur    | Meilleur passeur         | Lieux Spectateurs               | Série   |
| ----- | ---------- | --------------------- | --------- | ------------------------ | --------------------- | ------------------------ | ------------------------------- | ------- |
| 33    | 2 janvier  | Boston                | D 115-118 | Julius Randle (27)       | McDaniels, Randle (8) | Julius Randle (7)        | Target Center 18 978            | 17 - 16 |
| 34    | 4 janvier  | @ Détroit             | D 105-119 | Anthony Edwards (53)     | Julius Randle (7)     | Julius Randle (6)        | Little Caesars Arena 20 062     | 17 - 17 |
| 35    | 6 janvier  | L.A. Clippers         | V 108-106 | Anthony Edwards (37)     | Rudy Gobert (18)      | Anthony Edwards (8)      | Target Center 18 978            | 18 - 17 |
| 36    | 7 janvier  | @ La Nouvelle-Orléans | V 104-97  | Anthony Edwards (32)     | Rudy Gobert (14)      | Donte DiVincenzo (7)     | Smoothie King Center 16 282     | 19 - 17 |
| 37    | 9 janvier  | @ Orlando             | V 104-89  | Julius Randle (23)       | Rudy Gobert (12)      | Anthony Edwards (7)      | Kia Center 18 846               | 20 - 17 |
| 38    | 11 janvier | Memphis               | D 125-127 | Donte DiVincenzo (27)    | Donte DiVincenzo (10) | Julius Randle (8)        | Target Center 18 978            | 20 - 18 |
| 39    | 13 janvier | @ Washington          | V 120-106 | Anthony Edwards (41)     | Rudy Gobert (11)      | Anthony Edwards (7)      | Capital One Arena 14 386        | 21 - 18 |
| 40    | 15 janvier | Golden State          | D 115-116 | DiVincenzo, Edwards (28) | Rudy Gobert (10)      | Donte DiVincenzo (9)     | Target Center 18 978            | 21 - 19 |
| 41    | 17 janvier | @ New York            | V 116-99  | Anthony Edwards (36)     | Anthony Edwards (13)  | Anthony Edwards (7)      | Madison Square Garden 19 812    | 22 - 19 |
| 42    | 18 janvier | Cleveland             | D 117-124 | Anthony Edwards (28)     | Julius Randle (14)    | Julius Randle (9)        | Target Center 18 978            | 22 - 20 |
| 43    | 20 janvier | @ Memphis             | D 106-108 | Anthony Edwards (32)     | Jaden McDaniels (12)  | Mike Conley, Jr. (8)     | FedExForum 17 794               | 22 - 21 |
| 44    | 22 janvier | @ Dallas              | V 115-114 | Jaden McDaniels (27)     | Jaden McDaniels (8)   | Mike Conley, Jr. (8)     | American Airlines Center 20 025 | 23 - 21 |
| 45    | 25 janvier | Denver                | V 133-104 | Anthony Edwards (34)     | Rudy Gobert (14)      | Anthony Edwards (9)      | Target Center 18 978            | 24 - 21 |
| 46    | 27 janvier | Atlanta               | V 100-92  | Anthony Edwards (23)     | Rudy Gobert (10)      | Conley, Jr., Edwards (4) | Target Center 18 978            | 25 - 21 |
| 47    | 29 janvier | @ Phoenix             | V 121-113 | Anthony Edwards (33)     | Edwards, Randle (7)   | Conley, Jr., Randle (6)  | Footprint Center 17 071         | 26 - 21 |
| 48    | 30 janvier | @ Utah                | V 138-113 | Anthony Edwards (36)     | Rudy Gobert (9)       | Anthony Edwards (11)     | Delta Center 18 175             | 27 - 21 |

| Match                  | Date match  | Équipe          | Score          | Meilleur marqueur         | Meilleur rebondeur   | Meilleur passeur                 | Lieux Spectateurs                 | Série   |
| ---------------------- | ----------- | --------------- | -------------- | ------------------------- | -------------------- | -------------------------------- | --------------------------------- | ------- |
| 49                     | 1er février | Washington      | D 103-105      | Jaden McDaniels (23)      | Rudy Gobert (16)     | Rob Dillingham (7)               | Target Center 18 978              | 27 - 22 |
| 50                     | 3 février   | Sacramento      | D 114-116      | Naz Reid (30)             | Rudy Gobert (13)     | Mike Conley, Jr. (9)             | Target Center 18 978              | 27 - 23 |
| 51                     | 5 février   | Chicago         | V 127-108      | Anthony Edwards (49)      | Rudy Gobert (15)     | Mike Conley, Jr. (9)             | Target Center 18 978              | 28 - 23 |
| 52                     | 6 février   | Houston         | V 127-114      | Anthony Edwards (41)      | Naz Reid (11)        | Anthony Edwards (6)              | Target Center 18 978              | 29 - 23 |
| 53                     | 8 février   | Portland        | V 114-98       | Jaden McDaniels (30)      | Rudy Gobert (11)     | Alexander-Walker, Dillingham (6) | Target Center 18 978              | 30 - 23 |
| 54                     | 10 février  | @ Cleveland     | D 107-128      | Anthony Edwards (44)      | Rudy Gobert (8)      | Naz Reid (4)                     | Rocket Mortgage FieldHouse 19 432 | 30 - 24 |
| 55                     | 12 février  | Milwaukee       | D 101-103      | Anthony Edwards (28)      | Rudy Gobert (14)     | Terrence Shannon Jr. (6)         | Target Center 18 978              | 30 - 25 |
| 56                     | 13 février  | Oklahoma City   | V 116-101      | Naz Reid (27)             | Naz Reid (14)        | Edwards, Reid (7)                | Target Center 18 978              | 31 - 25 |
| NBA All-Star Game 2025 |             |                 |                |                           |                      |                                  |                                   |         |
| 57                     | 21 février  | @ Houston       | D 115-121      | Anthony Edwards (37)      | Naz Reid (8)         | Mike Conley, Jr. (5)             | Toyota Center 18 055              | 31 - 26 |
| 58                     | 23 février  | Oklahoma City   | D 123-130      | Anthony Edwards (29)      | Jaden McDaniels (13) | Anthony Edwards (7)              | Target Center 18 978              | 31 - 27 |
| 59                     | 24 février  | @ Oklahoma City | V 131-128 (OT) | Jaden McDaniels (27)      | Anthony Edwards (13) | Anthony Edwards (8)              | Paycom Center 18 203              | 32 - 27 |
| 60                     | 27 février  | @ L.A. Lakers   | D 102-111      | Terrence Shannon Jr. (25) | Naz Reid (12)        | Donte DiVincenzo (6)             | Crypto.com Arena 18 997           | 32 - 28 |
| 61                     | 28 février  | @ Utah          | D 116-117      | Naz Reid (27)             | Naz Reid (11)        | Mike Conley, Jr. (6)             | Delta Center 18 175               | 32 - 29 |

| Match | Date match | Équipe              | Score          | Meilleur marqueur       | Meilleur rebondeur           | Meilleur passeur         | Lieux Spectateurs            | Série   |
| ----- | ---------- | ------------------- | -------------- | ----------------------- | ---------------------------- | ------------------------ | ---------------------------- | ------- |
| 62    | 2 mars     | @ Phoenix           | V 116-98       | Anthony Edwards (44)    | Naz Reid (10)                | Anthony Edwards (7)      | Footprint Center 17 071      | 33 - 29 |
| 63    | 4 mars     | Philadelphie        | V 126-112      | Naz Reid (23)           | Julius Randle (8)            | Donte DiVincenzo (8)     | Target Center 17 297         | 34 - 29 |
| 64    | 5 mars     | @ Charlotte         | V 125-110      | Edwards, McDaniels (23) | Trois joueurs (10)           | Julius Randle (9)        | Spectrum Center 17 578       | 35 - 29 |
| 65    | 7 mars     | @ Miami             | V 106-104      | Trois joueurs (15)      | Anthony Edwards (13)         | Julius Randle (9)        | Kaseya Center 19 700         | 36 - 29 |
| 66    | 9 mars     | San Antonio         | V 141-124      | Anthony Edwards (25)    | Rudy Gobert (8)              | Julius Randle (10)       | Target Center 17 875         | 37 - 29 |
| 67    | 12 mars    | @ Denver            | V 115-95       | Anthony Edwards (29)    | Rudy Gobert (10)             | DiVincenzo, Edwards (6)  | Ball Arena 19 832            | 38 - 29 |
| 68    | 14 mars    | Orlando             | V 118-111      | Anthony Edwards (28)    | Rudy Gobert (12)             | Trois joueurs (5)        | Target Center 18 978         | 39 - 29 |
| 69    | 16 mars    | Utah                | V 128-102      | Anthony Edwards (41)    | Jaden McDaniels (12)         | Donte DiVincenzo (7)     | Target Center 18 978         | 40 - 29 |
| 70    | 17 mars    | Indiana             | D 130-132 (OT) | Anthony Edwards (38)    | Nickeil Alexander-Walker (9) | Conley, Jr., Edwards (5) | Target Center 17 955         | 40 - 30 |
| 71    | 19 mars    | La Nouvelle-Orléans | D 115-119      | Anthony Edwards (29)    | Rudy Gobert (9)              | Trois joueurs (4)        | Target Center 16 936         | 40 - 31 |
| 72    | 21 mars    | La Nouvelle-Orléans | V 134-93       | Julius Randle (20)      | Rudy Gobert (11)             | Clark, Reid (6)          | Target Center 18 978         | 41 - 31 |
| 73    | 24 mars    | @ Indiana           | D 103-119      | Naz Reid (20)           | Rudy Gobert (16)             | Mike Conley, Jr. (5)     | Gainbridge Fieldhouse 17 274 | 41 - 32 |
| 74    | 28 mars    | Phoenix             | V 124-109      | Julius Randle (25)      | Rudy Gobert (13)             | Julius Randle (8)        | Target Center 18 978         | 42 - 32 |
| 75    | 30 mars    | Détroit             | V 123-104      | Julius Randle (26)      | Rudy Gobert (25)             | Julius Randle (5)        | Target Center 18 978         | 43 - 32 |

| Match | Date match | Équipe         | Score           | Meilleur marqueur    | Meilleur rebondeur | Meilleur passeur             | Lieux Spectateurs         | Série   |
| ----- | ---------- | -------------- | --------------- | -------------------- | ------------------ | ---------------------------- | ------------------------- | ------- |
| 76    | 1er avril  | @ Denver       | V 140-139 (2OT) | Anthony Edwards (34) | Rudy Gobert (12)   | Trois joueurs (8)            | Ball Arena 19 927         | 44 - 32 |
| 77    | 3 avril    | @ Brooklyn     | V 105-90        | Anthony Edwards (28) | Rudy Gobert (18)   | Mike Conley, Jr. (6)         | Barclays Center 17 926    | 45 - 32 |
| 78    | 5 avril    | @ Philadelphie | V 114-109       | Anthony Edwards (37) | Rudy Gobert (19)   | Nickeil Alexander-Walker (5) | Wells Fargo Center 19 755 | 46 - 32 |
| 79    | 8 avril    | @ Milwaukee    | D 103-110       | Anthony Edwards (25) | Rudy Gobert (9)    | Julius Randle (6)            | Fiserv Forum 17 341       | 46 - 33 |
| 80    | 10 avril   | @ Memphis      | V 141-125       | Anthony Edwards (44) | Julius Randle (10) | Mike Conley, Jr. (9)         | FedExForum 17 007         | 47 - 33 |
| 81    | 11 avril   | Brooklyn       | V 117-91        | Rudy Gobert (35)     | Rudy Gobert (11)   | Anthony Edwards (5)          | Target Center 18 978      | 48 - 33 |
| 82    | 13 avril   | Utah           | V 116-105       | Anthony Edwards (43) | Rudy Gobert (18)   | Nickeil Alexander-Walker (7) | Target Center 18 978      | 49 - 33 |

### Playoffs
| Playoffs Total: 9-6 (Domicile : 5-2; Extérieur : 4-4) |

| Match | Date match | Équipe        | Score     | Meilleur marqueur    | Meilleur rebondeur   | Meilleur passeur    | Lieux Spectateurs       | Série |
| ----- | ---------- | ------------- | --------- | -------------------- | -------------------- | ------------------- | ----------------------- | ----- |
| 1     | 19 avril   | @ L.A. Lakers | V 117-95  | Jaden McDaniels (25) | Jaden McDaniels (9)  | Anthony Edwards (9) | Crypto.com Arena 18 997 | 1 - 0 |
| 2     | 22 avril   | @ L.A. Lakers | D 85-94   | Julius Randle (27)   | Trois joueurs (6)    | Julius Randle (6)   | Crypto.com Arena 18 997 | 1 - 1 |
| 3     | 25 avril   | L.A. Lakers   | V 116-104 | Jaden McDaniels (30) | Anthony Edwards (8)  | Anthony Edwards (8) | Target Center 19 312    | 2 - 1 |
| 4     | 27 avril   | L.A. Lakers   | V 116-113 | Anthony Edwards (43) | Jaden McDaniels (11) | Anthony Edwards (6) | Target Center 19 289    | 3 - 1 |
| 5     | 30 avril   | @ L.A. Lakers | V 103-96  | Rudy Gobert (27)     | Rudy Gobert (24)     | Anthony Edwards (8) | Crypto.com Arena 18 997 | 4 - 1 |

| Match | Date match | Équipe         | Score     | Meilleur marqueur    | Meilleur rebondeur   | Meilleur passeur         | Lieux Spectateurs    | Série |
| ----- | ---------- | -------------- | --------- | -------------------- | -------------------- | ------------------------ | -------------------- | ----- |
| 1     | 6 mai      | Golden State   | D 88-99   | Anthony Edwards (23) | Anthony Edwards (14) | Julius Randle (6)        | Target Center 19 223 | 0 - 1 |
| 2     | 8 mai      | Golden State   | V 117-93  | Julius Randle (24)   | Edwards, Gobert (9)  | Julius Randle (11)       | Target Center 18 978 | 1 - 1 |
| 3     | 10 mai     | @ Golden State | V 102-97  | Anthony Edwards (36) | Rudy Gobert (13)     | Julius Randle (12)       | Chase Center 18 064  | 2 - 1 |
| 4     | 12 mai     | @ Golden State | V 117-110 | Julius Randle (31)   | Jaden McDaniels (13) | Conley, Jr., Edwards (5) | Chase Center 18 064  | 3 - 1 |
| 5     | 14 mai     | Golden State   | V 121-110 | Julius Randle (29)   | Gobert, Randle (8)   | Anthony Edwards (12)     | Target Center 19 395 | 4 - 1 |

| Match | Date match | Équipe          | Score     | Meilleur marqueur             | Meilleur rebondeur      | Meilleur passeur              | Lieux Spectateurs    | Série |
| ----- | ---------- | --------------- | --------- | ----------------------------- | ----------------------- | ----------------------------- | -------------------- | ----- |
| 1     | 20 mai     | @ Oklahoma City | D 88-114  | Julius Randle (28)            | Anthony Edwards (9)     | Naz Reid (4)                  | Paycom Center 18 203 | 0 - 1 |
| 2     | 22 mai     | @ Oklahoma City | D 103-118 | Anthony Edwards (32)          | Edwards, Gobert (9)     | Anthony Edwards (6)           | Paycom Center 18 203 | 0 - 2 |
| 3     | 24 mai     | Oklahoma City   | V 143-101 | Anthony Edwards (30)          | Anthony Edwards (9)     | Anthony Edwards (6)           | Target Center 19 112 | 1 - 2 |
| 4     | 26 mai     | Oklahoma City   | D 126-128 | Nickeil Alexander-Walker (23) | Rudy Gobert (9)         | Alexander-Walker, Edwards (6) | Target Center 19 250 | 1 - 3 |
| 5     | 28 mai     | @ Oklahoma City | D 94-124  | Julius Randle (24)            | DiVincenzo, Edwards (6) | Alexander-Walker, Randle (3)  | Paycom Center 18 203 | 1 - 4 |

### Confrontations en saison régulière
| Conférence Est      | Conférence Est                              | Conférence Est                              | Conférence Ouest                            | Conférence Ouest                            | Conférence Ouest                            | Conférence Ouest                            | Conférence Ouest                            |
| Division Atlantique | Division Atlantique                         | Division Atlantique                         | Division Nord-Ouest                         | Division Nord-Ouest                         | Division Nord-Ouest                         | Division Nord-Ouest                         | Division Nord-Ouest                         |
| Équipe              | Domicile                                    | Extérieur                                   | Équipe                                      | Domicile                                    | Domicile                                    | Extérieur                                   | Extérieur                                   |
| ------------------- | ------------------------------------------- | ------------------------------------------- | ------------------------------------------- | ------------------------------------------- | ------------------------------------------- | ------------------------------------------- | ------------------------------------------- |
| Boston              | 115-118                                     | 105-107                                     | Denver                                      | 119-116                                     | 133-104                                     | 115-95                                      | 140-139 (2OT)                               |
| Brooklyn            | 117-91                                      | 105-90                                      |                                             |                                             |                                             |                                             |                                             |
| New York            | 107-133                                     | 116-99                                      | Oklahoma City                               | 116-101                                     | 123-130                                     | 105-113                                     | 131-128 (OT)                                |
| Philadelphie        | 126-112                                     | 114-109                                     | Portland                                    | 127-102                                     | 114-98                                      | 108-122                                     | 98-106                                      |
| Toronto             | 112-101                                     | 105-110                                     | Utah                                        | 128-102                                     | 116-105                                     | 138-113                                     | 116-117                                     |
| Division            | 6-4 (Domicile : 3-2; Extérieur : 3-2)       | 6-4 (Domicile : 3-2; Extérieur : 3-2)       | Division                                    | 11-5 (Domicile : 7-1; Extérieur : 4-4)      | 11-5 (Domicile : 7-1; Extérieur : 4-4)      | 11-5 (Domicile : 7-1; Extérieur : 4-4)      | 11-5 (Domicile : 7-1; Extérieur : 4-4)      |
| Division Centrale   | Division Centrale                           | Division Centrale                           | Division Pacifique                          | Division Pacifique                          | Division Pacifique                          | Division Pacifique                          | Division Pacifique                          |
| Équipe              | Domicile                                    | Extérieur                                   | Équipe                                      | Domicile                                    | Domicile                                    | Extérieur                                   | Extérieur                                   |
| Chicago             | 127-108                                     | 135-119                                     | Golden State                                | 103-113                                     | 115-116                                     | 107-90                                      | 106-114                                     |
| Cleveland           | 117-124                                     | 107-128                                     | L.A. Clippers                               | 93-92                                       | 108-106                                     | 108-80                                      |                                             |
| Detroit             | 123-104                                     | 105-119                                     | L.A. Lakers                                 | 109-80                                      | 97-87                                       | 103-110                                     | 102-111                                     |
| Indiana             | 130-132 (OT)                                | 103-119                                     | Phoenix                                     | 120-117                                     | 124-109                                     | 121-113                                     | 119-98                                      |
| Milwaukee           | 101-103                                     | 103-110                                     | Sacramento                                  | 104-115                                     | 114-116                                     | 117-115                                     | 130-126 (OT)                                |
| Division            | 3-7 (Domicile : 2-3; Extérieur : 1-4)       | 3-7 (Domicile : 2-3; Extérieur : 1-4)       | Division                                    | 12-7 (Domicile : 6-4; Extérieur : 6-3)      | 12-7 (Domicile : 6-4; Extérieur : 6-3)      | 12-7 (Domicile : 6-4; Extérieur : 6-3)      | 12-7 (Domicile : 6-4; Extérieur : 6-3)      |
| Division Sud-Est    | Division Sud-Est                            | Division Sud-Est                            | Division Sud-Ouest                          | Division Sud-Ouest                          | Division Sud-Ouest                          | Division Sud-Ouest                          | Division Sud-Ouest                          |
| Équipe              | Domicile                                    | Extérieur                                   | Équipe                                      | Domicile                                    | Domicile                                    | Extérieur                                   | Extérieur                                   |
| Atlanta             | 100-92                                      | 104-117                                     | Dallas                                      | 114-120                                     |                                             | 105-99                                      | 115-114                                     |
| Charlotte           | 114-93                                      | 125-110                                     | Houston                                     | 111-117 (OT)                                | 127-114                                     | 113-112                                     | 115-121                                     |
| Miami               | 94-95                                       | 106-104                                     | Memphis                                     | 125-127                                     |                                             | 106-108                                     | 141-125                                     |
| Orlando             | 118-111                                     | 104-89                                      | New Orleans                                 | 115-119                                     | 134-93                                      | 104-97                                      |                                             |
| Washington          | 103-105                                     | 120-106                                     | San Antonio                                 | 112-110                                     | 141-124                                     | 103-113                                     | 106-92                                      |
| Division            | 7-3 (Domicile : 3-2; Extérieur : 4-1)       | 7-3 (Domicile : 3-2; Extérieur : 4-1)       | Division                                    | 10-7 (Domicile : 4-4; Extérieur : 6-3)      | 10-7 (Domicile : 4-4; Extérieur : 6-3)      | 10-7 (Domicile : 4-4; Extérieur : 6-3)      | 10-7 (Domicile : 4-4; Extérieur : 6-3)      |
| Conférence          | 16-14 (Domicile : 8-7; Extérieur : 8-7)     | 16-14 (Domicile : 8-7; Extérieur : 8-7)     | Conférence                                  | 33-19 (Domicile : 17-9; Extérieur : 16-10)  | 33-19 (Domicile : 17-9; Extérieur : 16-10)  | 33-19 (Domicile : 17-9; Extérieur : 16-10)  | 33-19 (Domicile : 17-9; Extérieur : 16-10)  |
| Total               | 49-33 (Domicile : 25-16; Extérieur : 24-17) | 49-33 (Domicile : 25-16; Extérieur : 24-17) | 49-33 (Domicile : 25-16; Extérieur : 24-17) | 49-33 (Domicile : 25-16; Extérieur : 24-17) | 49-33 (Domicile : 25-16; Extérieur : 24-17) | 49-33 (Domicile : 25-16; Extérieur : 24-17) | 49-33 (Domicile : 25-16; Extérieur : 24-17) |

## Classements

### Saison régulière
| Conférence Ouest | Conférence Ouest                    | Conférence Ouest | Conférence Ouest | Conférence Ouest | Conférence Ouest | Conférence Ouest | Conférence Ouest |
| No               | Franchise                           | Vic.             | Def.             | MJ               | V/D              | GB               |                  |
| ---------------- | ----------------------------------- | ---------------- | ---------------- | ---------------- | ---------------- | ---------------- | ---------------- |
| 1                | Thunder d'Oklahoma City - c         | 68               | 14               | 82               | .829             | –                |                  |
| 2                | Rockets de Houston - y              | 52               | 30               | 82               | .634             | 16               |                  |
| 3                | Lakers de Los Angeles - y           | 50               | 32               | 82               | .610             | 18               |                  |
| 4                | Nuggets de Denver - x               | 50               | 32               | 82               | .610             | 18               |                  |
| 5                | Clippers de Los Angeles - x         | 50               | 32               | 82               | .610             | 18               |                  |
| 6                | Timberwolves du Minnesota - x       | 49               | 33               | 82               | .598             | 19               |                  |
|                  |                                     |                  |                  |                  |                  |                  |                  |
| 7                | Warriors de Golden State - x        | 48               | 34               | 82               | .585             | 20               |                  |
| 8                | Grizzlies de Memphis - x            | 48               | 34               | 82               | .585             | 20               |                  |
| 9                | Kings de Sacramento - pi            | 40               | 42               | 82               | .488             | 28               |                  |
| 10               | Mavericks de Dallas - pi            | 39               | 43               | 82               | .476             | 29               |                  |
|                  |                                     |                  |                  |                  |                  |                  |                  |
| 11               | Suns de Phoenix - o                 | 36               | 46               | 82               | .439             | 32               |                  |
| 12               | Trail Blazers de Portland - o       | 36               | 46               | 82               | .439             | 32               |                  |
| 13               | Spurs de San Antonio - o            | 34               | 48               | 82               | .415             | 34               |                  |
| 14               | Pelicans de La Nouvelle-Orléans - o | 21               | 61               | 82               | .256             | 47               |                  |
| 15               | Jazz de l'Utah - o                  | 17               | 65               | 82               | .207             | 51               |                  |

| Division Nord-Ouest           | V  | D  | MJ | V/D  | GB | Dom   | Ext   | Neu | Div  |
| ----------------------------- | -- | -- | -- | ---- | -- | ----- | ----- | --- | ---- |
| Thunder d'Oklahoma City - c   | 68 | 14 | 82 | .829 | –  | 35-6  | 32-8  | 1-0 | 12-4 |
| Nuggets de Denver - x         | 50 | 32 | 82 | .610 | 18 | 26-15 | 24-17 | 0-0 | 8-8  |
| Timberwolves du Minnesota - x | 49 | 33 | 82 | .598 | 19 | 25-16 | 24-17 | 0-0 | 11-5 |
| Trail Blazers de Portland - o | 36 | 46 | 82 | .439 | 32 | 22-19 | 14-27 | 0-0 | 6-10 |
| Jazz de l'Utah - o            | 17 | 65 | 82 | .207 | 51 | 10-31 | 7-34  | 0-0 | 3-13 |

### NBA In-Season Tournament
| Rang | Équipe                    | %    | J | G | P | Pp  | Pc  | Diff |
| ---- | ------------------------- | ---- | - | - | - | --- | --- | ---- |
| 1    | Rockets de Houston        | .750 | 4 | 3 | 1 | 454 | 414 | 40   |
| 2    | Clippers de Los Angeles   | .500 | 4 | 2 | 2 | 427 | 411 | 16   |
| 3    | Timberwolves du Minnesota | .500 | 4 | 2 | 2 | 418 | 431 | -13  |
| 4    | Trail Blazers de Portland | .500 | 4 | 2 | 2 | 430 | 457 | -27  |
| 5    | Kings de Sacramento       | .250 | 4 | 1 | 3 | 429 | 445 | -16  |

|  | Quarts de finale                     | Quarts de finale                 | Quarts de finale                 | Quarts de finale                 |                         |                         | Demi-finales                     | Demi-finales                     | Demi-finales                     | Demi-finales                     |  |  | Finale                           | Finale                           | Finale                           | Finale                           |
|  |                                      |                                  |                                  |                                  |                         |                         |                                  |                                  |                                  |                                  |  |  |                                  |                                  |                                  |                                  |
|  | 10 décembre 2024 – Milwaukee, WI     | 10 décembre 2024 – Milwaukee, WI | 10 décembre 2024 – Milwaukee, WI | 10 décembre 2024 – Milwaukee, WI |                         |                         | 14 décembre 2024 – Las Vegas, NV | 14 décembre 2024 – Las Vegas, NV | 14 décembre 2024 – Las Vegas, NV | 14 décembre 2024 – Las Vegas, NV |  |  | 17 décembre 2024 – Las Vegas, NV | 17 décembre 2024 – Las Vegas, NV | 17 décembre 2024 – Las Vegas, NV | 17 décembre 2024 – Las Vegas, NV |
|  | 10 décembre 2024 – Milwaukee, WI     | 10 décembre 2024 – Milwaukee, WI | 10 décembre 2024 – Milwaukee, WI | 10 décembre 2024 – Milwaukee, WI |                         |                         | 14 décembre 2024 – Las Vegas, NV | 14 décembre 2024 – Las Vegas, NV | 14 décembre 2024 – Las Vegas, NV | 14 décembre 2024 – Las Vegas, NV |  |  | 17 décembre 2024 – Las Vegas, NV | 17 décembre 2024 – Las Vegas, NV | 17 décembre 2024 – Las Vegas, NV | 17 décembre 2024 – Las Vegas, NV |
|  | Bucks de Milwaukee                   | Bucks de Milwaukee               | 114                              | 114                              |                         |                         | 14 décembre 2024 – Las Vegas, NV | 14 décembre 2024 – Las Vegas, NV | 14 décembre 2024 – Las Vegas, NV | 14 décembre 2024 – Las Vegas, NV |  |  | 17 décembre 2024 – Las Vegas, NV | 17 décembre 2024 – Las Vegas, NV | 17 décembre 2024 – Las Vegas, NV | 17 décembre 2024 – Las Vegas, NV |
|  | Bucks de Milwaukee                   | Bucks de Milwaukee               | 114                              | 114                              |                         |                         | 14 décembre 2024 – Las Vegas, NV | 14 décembre 2024 – Las Vegas, NV | 14 décembre 2024 – Las Vegas, NV | 14 décembre 2024 – Las Vegas, NV |  |  | 17 décembre 2024 – Las Vegas, NV | 17 décembre 2024 – Las Vegas, NV | 17 décembre 2024 – Las Vegas, NV | 17 décembre 2024 – Las Vegas, NV |
|  | Magic d'Orlando                      | Magic d'Orlando                  | 109                              | 109                              |                         |                         | 14 décembre 2024 – Las Vegas, NV | 14 décembre 2024 – Las Vegas, NV | 14 décembre 2024 – Las Vegas, NV | 14 décembre 2024 – Las Vegas, NV |  |  | 17 décembre 2024 – Las Vegas, NV | 17 décembre 2024 – Las Vegas, NV | 17 décembre 2024 – Las Vegas, NV | 17 décembre 2024 – Las Vegas, NV |
|  | Magic d'Orlando                      | Magic d'Orlando                  | 109                              | 109                              | Bucks de Milwaukee      | Bucks de Milwaukee      | 110                              | 110                              |                                  |                                  |  |  | 17 décembre 2024 – Las Vegas, NV | 17 décembre 2024 – Las Vegas, NV | 17 décembre 2024 – Las Vegas, NV | 17 décembre 2024 – Las Vegas, NV |
|  | 11 décembre 2024 – New York, NY      |                                  |                                  |                                  | Bucks de Milwaukee      | Bucks de Milwaukee      | 110                              | 110                              |                                  |                                  |  |  | 17 décembre 2024 – Las Vegas, NV | 17 décembre 2024 – Las Vegas, NV | 17 décembre 2024 – Las Vegas, NV | 17 décembre 2024 – Las Vegas, NV |
|  |                                      |                                  | Hawks d'Atlanta                  | Hawks d'Atlanta                  | 102                     | 102                     |                                  |                                  |                                  |                                  |  |  | 17 décembre 2024 – Las Vegas, NV | 17 décembre 2024 – Las Vegas, NV | 17 décembre 2024 – Las Vegas, NV | 17 décembre 2024 – Las Vegas, NV |
|  | Knicks de New York                   | Knicks de New York               | Hawks d'Atlanta                  | Hawks d'Atlanta                  | 102                     | 102                     | 100                              | 100                              |                                  |                                  |  |  | 17 décembre 2024 – Las Vegas, NV | 17 décembre 2024 – Las Vegas, NV | 17 décembre 2024 – Las Vegas, NV | 17 décembre 2024 – Las Vegas, NV |
|  | Knicks de New York                   | Knicks de New York               | 14 décembre 2024 – Las Vegas, NV |                                  |                         |                         | 100                              | 100                              |                                  |                                  |  |  | 17 décembre 2024 – Las Vegas, NV | 17 décembre 2024 – Las Vegas, NV | 17 décembre 2024 – Las Vegas, NV | 17 décembre 2024 – Las Vegas, NV |
|  | Hawks d'Atlanta                      | Hawks d'Atlanta                  | 108                              | 108                              |                         |                         |                                  |                                  |                                  |                                  |  |  | 17 décembre 2024 – Las Vegas, NV | 17 décembre 2024 – Las Vegas, NV | 17 décembre 2024 – Las Vegas, NV | 17 décembre 2024 – Las Vegas, NV |
|  | Hawks d'Atlanta                      | Hawks d'Atlanta                  | 108                              | 108                              | Bucks de Milwaukee      | Bucks de Milwaukee      | 97                               | 97                               |                                  |                                  |  |  |                                  |                                  |                                  |                                  |
|  | 10 décembre 2024 – Oklahoma City, OK |                                  |                                  |                                  | Bucks de Milwaukee      | Bucks de Milwaukee      | 97                               | 97                               |                                  |                                  |  |  |                                  |                                  |                                  |                                  |
|  |                                      |                                  | Thunder d'Oklahoma City          | Thunder d'Oklahoma City          | 81                      | 81                      |                                  |                                  |                                  |                                  |  |  |                                  |                                  |                                  |                                  |
|  | Thunder d'Oklahoma City              | Thunder d'Oklahoma City          | Thunder d'Oklahoma City          | Thunder d'Oklahoma City          | 81                      | 81                      | 118                              | 118                              |                                  |                                  |  |  |                                  |                                  |                                  |                                  |
|  | Thunder d'Oklahoma City              | Thunder d'Oklahoma City          |                                  |                                  |                         |                         |                                  |                                  |                                  |                                  |  |  |                                  |                                  |                                  |                                  |
|  | Mavericks de Dallas                  | Mavericks de Dallas              | 104                              | 104                              |                         |                         |                                  |                                  |                                  |                                  |  |  |                                  |                                  |                                  |                                  |
|  | Mavericks de Dallas                  | Mavericks de Dallas              | 104                              | 104                              | Thunder d'Oklahoma City | Thunder d'Oklahoma City | 111                              | 111                              |                                  |                                  |  |  |                                  |                                  |                                  |                                  |
|  | 11 décembre 2024 – Houston, TX       |                                  |                                  |                                  | Thunder d'Oklahoma City | Thunder d'Oklahoma City | 111                              | 111                              |                                  |                                  |  |  |                                  |                                  |                                  |                                  |
|  |                                      |                                  | Rockets de Houston               | Rockets de Houston               | 96                      | 96                      |                                  |                                  |                                  |                                  |  |  |                                  |                                  |                                  |                                  |
|  | Rockets de Houston                   | Rockets de Houston               | Rockets de Houston               | Rockets de Houston               | 96                      | 96                      | 91                               | 91                               |                                  |                                  |  |  |                                  |                                  |                                  |                                  |
|  | Rockets de Houston                   | Rockets de Houston               |                                  |                                  |                         |                         |                                  | 91                               |                                  |                                  |  |  |                                  |                                  |                                  |                                  |
|  | Warriors de Golden State             | Warriors de Golden State         | 90                               | 90                               |                         |                         |                                  |                                  |                                  |                                  |  |  |                                  |                                  |                                  |                                  |
|  | Warriors de Golden State             | Warriors de Golden State         | 90                               | 90                               |                         |                         |                                  |                                  |                                  |                                  |  |  |                                  |                                  |                                  |                                  |
|  |                                      |                                  |                                  |                                  |                         |                         |                                  |                                  |                                  |                                  |  |  |                                  |                                  |                                  |                                  |